# Тигровая лягушка
Тигровая лягушка, или индийская тигровая лягушка (лат. Hoplobatrachus tigerinus) — вид земноводных из рода Hoplobatrachus семейства Dicroglossidae.
Общая длина достигает 15—17 см. Голова среднего размера, туловище массивное. Отличается от других представителей своего рода лучше развитыми продольными складками на спине, которые часто выступают острым углом. Окраска спины колеблется от оливково-зелёного до серого с тёмными пятнами. Вдоль спины проходит светло-жёлтая линия, однако часто отсутствует. На конечностях присутствуют чёрно-жёлтые пятна со светлой окантовкою. Брюхо белого окраса. У самцов горловые мешки жёлтого цвета, во время брачного сезона синеют.
Любит водно-болотные угодья, луга, плантации. Встречается на высоте от 23 до 800 метров над уровнем моря. Активна ночью. Питается мелкими грызунами, небольшими змеями, молодыми земноводными, беспозвоночными.
Размножение происходит во время муссонов. Спаривание происходит при помощи амплексуса. Самка откладывает до 1000 яиц диаметром 2,5—2,8 мм. Яйца прикрепляются к растениям, которые погружены в воду. Головастики появляются в течение 2—3 дней.
Местное население употребляет эту лягушку в пищу. Существуют специальные фермы, где разводят тигровую лягушку.
Вид распространён от Афганистана до Индии и Бангладеш, встречается также в южном Китае.